# Wakaba-ku
Wakaba-ku (若葉区?) è uno dei sei quartieri amministrativi della città di Chiba, in Giappone.